# Psathyrella aquatica
Psathyrella aquatica ist ein Lamellenpilz aus der Familie der Mürblingsverwandten. Es ist die erste der Wissenschaft bekannte Lamellenpilzart, die unter Wasser fruchtet.
Erbgut-Untersuchungen zufolge ist sie der Gattung der Mürblinge (Psathyrella) zuzuordnen mit Psathyrella atomata, Psathyrella fontinalis und Psathyrella superiorensis als nächsten Verwandten.

## Beschreibung
Die Fruchtkörper erscheinen unter Wasser. Ihre schmalen, dünnfleischigen Hüte erreichen Durchmesser von 8 bis 15 Millimetern, haben eine glatte Oberfläche mit hellbrauner bis bräunlichgrauer Färbung und teils gesprenkeltem oder gestreiftem Muster. Die dünnen, untermischt stehenden Lamellen sind am Stiel angeheftet und nach Abwerfen der Sporen blass bräunlich oder weiß. Die langen, fasrigen Stiele sind hohl, werden 4 bis 9,5 Zentimeter hoch und sind zur Spitze hin von 1,8 bis 3,2 auf 1 bis 2,2 Millimeter leicht verjüngend geformt. An der Basis finden sich wattige Rhizomorphe. Junge Fruchtkörper haben eine Hülle, die sie bald verlieren.
Die dunklen Sporen messen 10 bis 14 auf 6 bis 8 Mikrometer und sind ellipsoid geformt. Ihre Oberflächen sind glatt und weisen einen Keimporus auf. Sie erscheinen als Sporenpulverabdruck violett-schwarz, in Wasser schwimmend dunkel rötlichbraun und verfärben sich mit Kaliumhydroxid nach graubraun und mit Schwefelsäure lila. Sie wachsen zu Vieren auf keulenförmigen Basidien. Im Zellgewebe finden sich bauchig geformte Zystiden mit einer abgerundeten Spitze.

## Lebensraum und Ökologie
Psathyrella aquatica kommt im US-Bundesstaat Oregon vor und fruchtet submers in fließendem Wasser in bis zu einem halben Meter Tiefe. Die Fruchtkörper bleiben in der Regel dauerhaft unter Wasser und scheinen auch starke Strömung auszuhalten. Die Sporen werden als keilförmige Flöße in eine Gasblase unter dem Hut abgegeben.
Der Bau der Lamellen und das Ausschleudern der Sporen (Ballistosporen) deuten auf eine jüngere Anpassung an den submersen Lebensraum hin.

## Geschichte
Die Art wurde 2005 von Robert Coffan (Southern Oregon University), im oberen Rogue River entdeckt und 2010 durch Frank und Coffan beschrieben. Molekular-phylogenetische Untersuchungen bestätigten 2010 die neue Art. 2011 wurde ihre Entdeckung durch das International Institute for Species Exploration (IISE, in Tempe, AZ, USA) als eine der jährlichen Top 10 neuentdeckter Arten für 2011 gewählt.